# Гимн ливов
Гимн ливов (Моя Родина, латыш. «Mana tēvzeme», лив. Min izāmō) — национальный гимн ливской народности. Слова патриотического содержания Карлис Сталте сочинил в 1923 году, готовясь к празднику открытия ливского флага в 1923 году 18 ноября в Мазирбе, в пасторате. Мелодия для гимна была избрана та же, что и для гимна Эстонии и Финляндии, написанная в XIX веке Фредриком Пациусом. По свидетельству современников, ливский гимн впервые исполнил четырёхголосный Национальный ливский хор на празднике флага в Мазирбе 1923 году. В этот же день первый раз также прозвучала песня, посвящённая флагу «Песня флага» (латыш. «Karoga dziesma», лив. Plagā loul).

## Текст гимна

### Текст гимна наливском
Min izāmō
Min izāmō, min sindimō
ūod ārmaz rānda sa,
kus rāndanaigās kazābõd
vel vanād, vizād piedāgõd.
Min ārmaz īlmas ūod set sa,
min tõurõz izāmō.
Min izāmō, min sindimō
ūod ārmaz rānda sa,
kus lāinõd mierstõ vīerõbõd
ja rāndan sūdõ āndabõd.
Min ārmaz īlmas ūod set sa,
min tõurõz izāmō.
Min izāmō, min sindimō
ūod ārmaz rānda sa,
kus jelābõd īd kalāmīed,
kis mīer pǟl ātõ pävad, īed.
Min ārmaz īlmas ūod set sa,
min tõurõz izāmō.
Min izāmō, min sindimō
ūod ārmaz rānda sa,
kus kūltõb um vel pivā ēļ -
min amā ārmaz rāndakēļ.
Min ārmaz īlmas ūod set sa,
min tõurõz izāmō.

### Текст гимна налатышском
Mana tēvzeme
Ai tēvzeme, ai dzimtene
un mīļā jūra te,
kur krastā sīkstas, šalcošas
vēl vecās priedes līgojas.
Vismīļākā man pasaulē
tu, dārgā tēvzeme.
Ai tēvzeme, ai dzimtene
un mīļā jūra te,
no kuras viļņi ceļu rod
šurp smilšu krastam muti dot.
Vismīļākā man pasaulē
tu, dārgā tēvzeme.
Ai tēvzeme, ai dzimtene
un mīļā jūra te,
kur zvejnieki vien dzīvot var,
kas dienā, naktī viļņus ar.
Vismīļākā man pasaulē
tu, dārgā tēvzeme.
Ai tēvzeme, ai dzimtene
un mīļā jūra te,
kur jūrmalnieku valoda
vissvētākā vēl dzirdama.
Vismīļākā man pasaulē
tu, dārgā tēvzeme.

### Текст гимна наанглийском
My fatherland
My fatherland, my native land,

You are the beloved shore,

Where on the shore grow 

Pines still old, tough.

You are my only love in the world,

My dear fatherland

My fatherland, my native land,

You are the beloved shore,

Where waves roll from sea

And give a kiss to shore.

You are my only love in the world,

My dear fatherland

My fatherland, my native land,

You are the beloved shore,

The place where fishermen live,

Who are on the sea day and night.

You are my only love in the world,

My dear fatherland

My fatherland, my native land,

You are the beloved shore,

Where the holy language is still spoken

— My most loved Livonian.

You are my only love in the world,

My dear fatherland

### Текст гимна на русском языке
Моё Отечество
Моё Отечество, Родина моя.
Ты любимый берег,
где на берегу пока растут
старые и твёрдые сосны.
Ты моя единственная любовь в мире,
моё дорогое Отечество
Моё Отечество, Родина моя.
Ты любимый берег,
где волны катят от моря
и целуют родной берег.
Ты моя единственная любовь в мире,
моё дорогое Отечество
Моё Отечество, Родина моя.
ты любимый берег.
Место, где живут рыбаки,
которые день и ночь в море.
Ты моя единственная любовь в мире,
моё дорогое Отечество
Моё Отечество, Родина моя.
ты любимый берег,
где святой язык до сих пор говорит,
мой самый любимый Ливский язык.
Ты моя единственная любовь в мире,
моё дорогое Отечество